# 长尾毛柱樱桃
长尾毛柱樱桃（学名：Cerasus pogonostyla var. obovata）为蔷薇科樱属下的一个变种。

## 扩展阅读
- 維基物種上的相關：长尾毛柱樱桃